# 图伊拉河

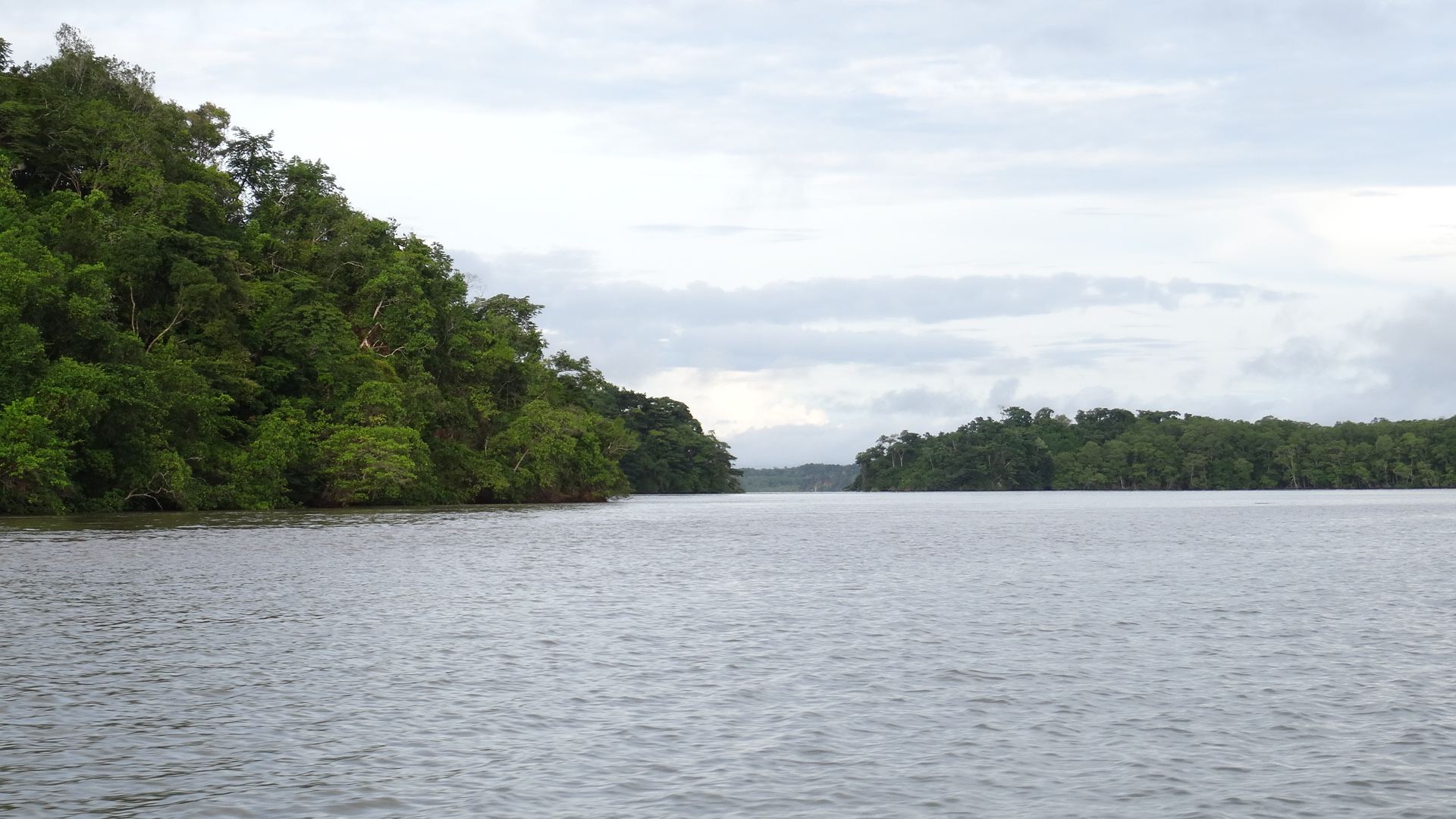
图伊拉河

图伊拉河（西班牙語：Río Tuira）是巴拿马达连省的一条河流，在拉帕尔马注入圣米格尔湾。
它是巴拿马最大的河流，与其支流丘库纳克河一起组成了巴拿马最长的河流。